# Tomi Karhunen
Tomi Karhunen, född 29 oktober 1989 i Uleåborg, Finland, är en finländsk professionell ishockeymålvakt som spelar för Kunlun Red Star i KHL. I Sverige har han spelat för Brynäs IF i SHL.